# ITF feminino de Bogotá
O ITF feminino de Bogotá – ou Indoor Pueblo Viejo Open de Tenis, na última edição – foi um torneio de tênis profissional feminino, de categoria ITF W15.
Realizado em Bogotá, na capital da Colômbia, estreou em 2004 e durou vinte e seis edições. Os jogos eram disputados em quadras de saibro cobertas durante os meses de outubro e novembro.

## Histórico
Bogotá abriga predominantemente torneios com a menor premiação do circuito ITF: US$ 10.000 na primeira edição, em 2024, e US$ 15.000 na última, quando o piso financeiro já tinha sido atualizado.
O maior agrupamento de eventos compreendeu a Seguros Bolívar Open – que inclui as variações Open Seguros Bolívar e Copa Seguros Bolívar –, sete edições, sendo duas em 2014. A primeira deste ano apresentou a maior premiação, distribuindo US$ 100.000 aos participantes.
Também recebeu a primeira edição da Copa Bionaire, que depois foi para Cáli.
O saibro ao ar livre foi o mais recorrente piso de disputa, mas também teve saibro coberto (incluindo a Copa Monex Market) e poucas edições na superfície dura.

## Finais

### Simples
| Ano                                     | Campeã                       | Vice-campeã                     | Resultado      |
| --------------------------------------- | ---------------------------- | ------------------------------- | -------------- |
| 2019                                    | Dasha Ivanova                | Vanda Lukács                    | 6–3, 2–1, ab.  |
| 2018                                    | Allura Zamarripa             | Andrea Renée Villarreal         | 6–3, 6–3       |
| Torneio não realizado entre 2017 e 2015 |                              |                                 |                |
| 2014 (1 dez.)                           | Victoria Bosio               | Anna Brogan                     | 1–6, 6–0, 6–1  |
| 2014 (24 nov.)                          | Victoria Bosio               | Andrea Koch Benvenuto           | 7–63, 6–1      |
| 2014 (11 ago.)                          | Emma Laine                   | Maria Sakkari                   | 6–3, 5–7, 6–0  |
| 2013 (25 nov.)                          | Andrea Koch Benvenuto        | Naomi Totka                     | 6–1, 6–1       |
| 2013 (21 out.)                          | Andrea Koch Benvenuto        | Anna Katalina Alzate Esmurzaeva | 6–3, 6–3       |
| 2012                                    | Cecilia Costa Melgar         | Yuliana Lizarazo                | 1–6, 6–3, 6–4  |
| 2011 (31 out.)                          | Yuliana Lizarazo             | Karen Castiblanco               | 4–6, 7–5, 6–4  |
| 2011 (24 out.)                          | Patricia Kú Flores           | Cecilia Costa Melgar            | 66–7, 7–5, 6–3 |
| 2011 (11 jul.)                          | Mariana Duque Mariño         | Maria Fernanda Alvarez Teran    | 7–66, 4–6, 6–3 |
| 2010 (8 nov.)                           | Andrea Koch Benvenuto        | Patricia Kú Flores              | 6–1, 7–5       |
| 2010 (1 nov.)                           | Yuliana Lizarazo             | Nataly Yoo                      | 6–1, 7–61      |
| 2010 (25 out.)                          | Adriana Pérez                | Karen Castiblanco               | 6–1, 1–6, 6–1  |
| 2010 (12 jul.)                          | Paula Ormaechea              | Julia Cohen                     | 7–5, 6–1       |
| 2009 (2 nov.)                           | Andrea Koch Benvenuto        | Yuliana Lizarazo                | 7–65, 6–4      |
| 2009 (13 jul.)                          | Marina Giral Lores           | Maria Fernanda Alvarez Teran    | 1–6, 6–4, 6–3  |
| 2008 (8 set.)                           | Aleksandrina Naydenova       | Viky Núñez Fuentes              | 6–4, 7–62      |
| 2008 (7 jul.)                           | Mariana Duque Mariño         | Maria Fernanda Alvarez Teran    | 6–0, 6–4       |
| 2007 (29 out.)                          | Maria Fernanda Alvarez Teran | Nataly Yoo                      | 6–0, 6–0       |
| 2007 (13 ago.)                          | Teliana Pereira              | Frederica Piedade               | 7–62, 6–2      |
| 2007 (9 jul.)                           | Viky Núñez Fuentes           | Ingrid Esperanza Várgas Calvo   | 7–5, 6–2       |
| 2006 (28 ago.)                          | Jesica Soledad Orselli       | Mariana Duque Mariño            | 7–5, 6–3       |
| 2006 (21 ago.)                          | Viky Núñez Fuentes           | Flavia Mignola                  | 6–1, 7–62      |
| 2005                                    | Carla Tiene                  | Andrea Koch Benvenuto           | 6–4, 6–0       |
| 2004                                    | Estefania Balda Álvarez      | Maria Belen Corbalan            | 6–1, 6–4       |

### Duplas
| Ano                                     | Campeãs                                         | Vice-campeãs                                   | Resultado         |
| --------------------------------------- | ----------------------------------------------- | ---------------------------------------------- | ----------------- |
| 2019                                    | Alessandra Simone Tina Nadine Smith             | Marcela Guimarães Bueno Sierra Stone           | 6–4, 6–1          |
| 2018                                    | Allura Zamarripa Maribella Zamarripa            | María Paulina Pérez Paula Andrea Pérez         | 7–5, 6–4          |
| Torneio não realizado entre 2017 e 2015 |                                                 |                                                |                   |
| 2014 (1 dez.)                           | Melina Ferrero Carla Lucero                     | Victoria Bosio Daniella Roldan                 | 6–4, 3–6, [12–10] |
| 2014 (24 nov.)                          | Anna Brogan María Fernanda Herazo               | Victoria Bosio Daniella Roldan                 | 5–7, 6–4, [10–7]  |
| 2014 (11 ago.)                          | Diana Bogoliy Emma Laine                        | Alexandra Nancarrow Maria Sakkari              | 6–4, 7–62         |
| 2013 (25 nov.)                          | Andrea Koch Benvenuto Daniella Roldan           | María Fernanda Herazo Naomi Totka              | 6–1, 6–4          |
| 2013 (21 out.)                          | Doménica González Camila Silva                  | Anna Katalina Alzate Esmurzaeva Jade Schoelink | 6–2, 6–4          |
| 2012                                    | Yuliana Lizarazo Laura Pigossi                  | Blair Shankle Laura Ucrós                      | 6–2, 6–2          |
| 2011 (31 out.)                          | Martina Frantová Libby Muma                     | Lenka Broošová Kyra Wojcik                     | 7–5, 6–1          |
| 2011 (24 out.)                          | Patricia Kú Flores Katherine Miranda Chang      | Cecilia Costa Melgar Belén Ludueña             | 6–4, 7–5          |
| 2011 (11 jul.)                          | Andrea Gámiz Adriana Pérez                      | Julia Cohen Andrea Koch Benvenuto              | 6–3, 6–4          |
| 2010 (8 nov.)                           | Karen Castiblanco Andrea Koch Benvenuto         | Karen Ramírez Rivera Daniela Seguel            | 6–4, 7–5          |
| 2010 (1 nov.)                           | Yuliana Lizarazo Adriana Pérez                  | Karen Castiblanco Andrea Koch Benvenuto        | 6–2, 7–65         |
| 2010 (25 out.)                          | Karen Castiblanco Andrea Koch Benvenuto         | Fernanda Brito Daniela Seguel                  | 1–6, 6–3, [10–6]  |
| 2010 (12 jul.)                          | Andrea Gámiz Paula Ormaechea                    | Mailen Auroux Karen Castiblanco                | 5–7, 6–4, [10–8]  |
| 2009 (2 nov.)                           | Karen Castiblanco Andrea Koch Benvenuto         | Yuliana Lizarazo Paula Zabala                  | 6–3, 6–1          |
| 2009 (13 jul.)                          | Karen Castiblanco Paula Zabala                  | Maria Fernanda Alves Nicole Clerico            | 1–6, 6–1, [10–7]  |
| 2008 (8 set.)                           | Viky Núñez Fuentes Paula Catalina Robles Garcia | Yuliana Lizarazo Aleksandrina Naydenova        | 6–3, 6–4          |
| 2008 (7 jul.)                           | Mariana Duque Mariño Viky Núñez Fuentes         | Mailen Auroux Nicole Clerico                   | 6–3, 6–4          |
| 2007 (29 out.)                          | Maria Fernanda Alvarez Teran Nataly Yoo         | Marcela Fonseca Villarreal Maria Nivia         | 6–4, 6–3          |
| 2007 (13 ago.)                          | Joana Cortez Roxane Vaisemberg                  | Ana Clara Duarte Teliana Pereira               | 5–7, 6–4, 6–4     |
| 2007 (9 jul.)                           | Gabriela Mejia Tenorio Viky Núñez Fuentes       | Hannah Berner Nataly Yoo                       | 6–0, 6–1          |
| 2006 (28 ago.)                          | Mariana Duque Mariño Viky Núñez Fuentes         | Vanesa Furlanetto María Irigoyen               | 6–4, 6–2          |
| 2006 (21 ago.)                          | Karen Castiblanco Roxane Vaisemberg             | Mariana Duque Mariño Viky Núñez Fuentes        | 6–4, 7–64         |
| 2005                                    | Estefania Balda Álvarez Mariana Muci Torres     | María Irigoyen Luciana Sarmenti                | 7–5, 6–3          |
| 2004                                    | Estefania Balda Álvarez Karen Castiblanco       | Mariana Duque Viky Núñez Fuentes               | 7–62, 7–5         |